# 撒瓦艾摩勒
撒瓦艾摩勒（或阿美語：Solol alimolo／Soror alimolo／Sulolalimolo），是台灣秀姑巒群阿美族神話中的一名神祇，下凡來教導族人相關的祭典知識，也是其中一名頭目。

## 身世
撒瓦艾摩勒是文化之神Tatakosan sapatrok和Tsigautsigau sapatrok的兒子，其配偶為Laplajau/Lapas/Rapas ngoteah，並育有Majau soror與Ne repas兩位子女。

## 詞意與形象
撒瓦艾摩勒是農業之神之一，掌管植物的發芽、生長等職權，同時他也是一名被派往人間指導族人的神靈，其形象為戴著象徵頭目的冠帽（Pakowaun），並手持權杖（Dukar）的男子，他因為擁有神力，做事的時候都可以比一般人好五倍，還可以看穿其他人的謊言。

## 神話

### 下凡
撒瓦艾摩勒的父親Tatakosan sapatrok曾前往人間，教導族人許多農業或祭典的知識，但過了一段時間後，族人忘記了，因此他被派往人間、作為族人的頭目再度指導他們。在藉由楠樹從天降臨後，撒瓦艾摩勒首先向部落的人們表達自己的身分，並且指名要跟當初父親下凡抵達的人家裡的女兒Laplajau/Lapas/Rapas ngoteah結婚，Laplajau雖然不喜歡他，但被他以法術而改變心意並跟他結為夫妻。在下凡一年後，他正式就任族長，並且教導族人們殺豬和用酒釀進行名為行稞季（Miftik）的祈禱豐收或是事情順利的儀式，在預定教導的前一天他還叮嚀族人不能吃青菜，但還是有人吃了並前去赴約，被他一眼識破並且延後到隔天；後來撒瓦艾摩勒還教族人怎麼放火開闢田原以及相關的農事知識，在他的指導下，族人每一年都會新增一個穀倉放收割下來的農作物。

### 復活
在撒瓦艾摩勒擔任族長的幾年後，有一次他和兒子Mayaw soror在田裡工作時跑出來一隻鹿，Mayaw soror主動去追並且抓了回來，但當天晚上在煮鹿的時候，他卻開始頭痛並且陷入昏迷，巫師判斷他是因為靈魂亂飄而「迷魂」了，然而，不管做什麼樣的法術，Mayaw soror的靈魂都回不來，最後一命嗚呼，撒瓦艾摩勒因此把兒子的屍體帶往天上，請父母和其他神靈復活他。過了好幾年的某一天，突然有一個英俊的年輕人來到他們的家，原來他就是被復活的Mayaw soror，和兒子相認之後，撒瓦艾摩勒便把他收為自己的徒弟（繼承人）。

### 死亡
撒瓦艾摩勒在收自己的兒子Mayaw soror為徒的隔年便去世了，但因為他是天神，所以他回到了天上神靈的世界。Mayaw soror繼任為族長，並收自己的表舅Onak soror為徒，在他在當族長的期間內，族人每年都可以有三個半穀倉的收成，而在他繼任十二年後便主動讓位給Onak soror，可是在Onak soror之後的每任族長因為不是神靈的血統，因此收成每況愈下。

## 祖祠
在太巴塱部落的傳說中，撒瓦艾摩勒（Sulolalimolo）對族人表示須建立祖祠（Kakitaan a Luma）並創立巫師制度，然而族人未聽從，因此遭災:159。